# Mondo pazzo... gente matta!
Pour plus de détails, voir Fiche technique et Distribution.
Mondo pazzo... gente matta! est un film italien réalisé par Renato Polselli en 1966.

## Synopsis
Le film raconte l'histoire de cinq jeunes musiciens de jazz dont le morceau rythmé donne naissance à une nouvelle danse qui se diffuse partout mais qui bizarrement n'est pas exploitée par l'industrie discographique.

## Fiche technique
- Titre original : Mondo pazzo... gente matta![2]
- Réalisation : Renato Polselli
- Scénario : Renato Polselli, Giuseppe Pellegrini
- Producteur : Renato Polselli
- Producteur executif :	Franco Ferrini, Vincenzo Ferrini
- Société de production : Cinematografica Toscana, G.R.P. Cinematografica
- Photographie : Antonio Piazza
- Montage : Enzo Alabiso
- Musique : Felice Di Stefano
- Décors : Amedeo Mellone
- Date de sortie :  Italie 9 janvier 1966
- Durée : 83 minutes
- Genre : Comédie italienne

## Distribution
- Silvana Pampanini : Ruth
- Alberto Bonucci : Anchise Spadoni
- Livio Lorenzon : imprésario
- Aldo Bufi Landi : Alberto
- Enzo Cerusico : Marco
- Carla Calò : épouse du boucher
- Pietro Tordi : directeur